# Tipula (Pterelachisus) polaruralensis
Tipula (Pterelachisus) polaruralensis is een tweevleugelige uit de familie langpootmuggen (Tipulidae). De soort komt voor in het Palearctisch gebied.